# Akodon
Akodon (Meyen, 1833) è un genere di roditori della famiglia dei Cricetidi.

## Descrizione

### Dimensioni
Al genere Akodon appartengono roditori di piccole dimensioni, con lunghezza della testa e del corpo tra 75 e 140 mm, la lunghezza della coda tra 50 e 100 mm e un peso fino a 45 g.

### Caratteristiche craniche e dentarie
Il cranio presenta un rostro breve e una scatola cranica allungata, la regione inter-orbitale stretta e priva di creste sopra-orbitali. La bolla timpanica non è ingrossata, le arcate zigomatiche sono delicate. Gli incisivi superiori sono lisci e opistodonti, ovvero con le punte rivolte all'interno. I molari hanno la corona alta e la struttura delle cuspidi semplificata.
Sono caratterizzati dalla seguente formula dentaria:

### Aspetto
L'aspetto è quello di un'arvicola con gli arti relativamente brevi. La pelliccia è soffice e densa. Le parti dorsali possono essere sia brunastre che grigiastre, mentre le parti ventrali sono poco più chiare.  Gli occhi sono grandi, mentre le vibrisse sono corte. Le orecchie sono relativamente corte. I piedi sono relativamente corti, le dita sono di dimensioni normali e con gli artigli ben sviluppati. La coda è più corta della testa e del corpo ed è generalmente ricoperta di peli. Le femmine hanno quattro paia di mammelle. L'osso penico ha una struttura solitamente complessa. Nelle femmine di diverse specie il cariotipo è indistinguibile da quello dei maschi, essendo di tipo XY. Ciò non influenza tuttavia la loro fertilità.

## Distribuzione
Il genere è diffuso in tutta l'America meridionale

## Tassonomia
Il genere comprende 42 specie:
- Gruppo A.aerosus
  - Akodon aerosus
  - Akodon affinis
  - Akodon albiventer
  - Akodon baliolus
  - Akodon josemariarguedasi
  - Akodon kotosh
  - Akodon mollis
  - Akodon orophilus
  - Akodon surdus
  - Akodon torques
- Gruppo A.boliviensis
  - Akodon boliviensis
  - Akodon caenosus
  - Akodon fumeus
  - Akodon juninensis
  - Akodon kofordi
  - Akodon lutescens
  - Akodon oenos
  - Akodon polopi
  - Akodon spegazzinii
  - Akodon subfuscus
  - Akodon sylvanus
- Gruppo A.cursor
  - Akodon cursor
  - Akodon lindberghi
  - Akodon montensis
  - Akodon mystax
  - Akodon paranaensis
  - Akodon reigi
  - Akodon sanctipaulensis
- Gruppo A.dolores
  - Akodon dayi
  - Akodon dolores
  - Akodon iniscatus
  - Akodon toba
- Gruppo A.varius
  - Akodon simulator
  - Akodon varius
- Incertae sedis
  - Akodon azarae
  - Akodon budini
  - Akodon diauarum
  - Akodon kadiweu
  - Akodon mimus
  - Akodon pervalens
  - Akodon philipmyersi
  - Akodon siberiae